# Серафін Шота
Серафін Шота (пол. Serafin Szota, нар. 4 березня 1999, Намислув) — польський футболіст, захисник клубу «Відзев» (Лодзь).

## Клубна кар'єра
Народився 4 березня 1999 року в місті Намислув. Вихованець юнацьких команд футбольних клубів «Лех» та «Заглемб'є» (Любін). 2018 року для отримання ігрової практики був відданий в оренду в клуб другого дивізіону «Одра» (Ополе), де за сезон 2018/19 відіграв за команду з Ополе 21 матч.

## Виступи за збірні
2018 року дебютував у складі юнацької збірної Польщі, взяв участь у 5 іграх на юнацькому рівні.
2019 року у складі молодіжної збірної Польщі поїхав на домашній молодіжний чемпіонат світу. На турнірі зіграв у 4 матчах, а команда вилетіла на стадії 1/8 фіналу.